# Четиридесети пехотен беломорски полк
Четиридесети пехотен беломорски полк е български пехотен полк, формиран през 1912 година и взел участие в Балканската (1912 – 1913), Междусъюзническата (1913) и Първата световна война (1915 – 1918).

## Формиране
Четиридесети пехотен беломорски полк е формиран през септември 1912 година в Татар Пазарджик от състава на 27-и пехотен чепински и 28-и пехотен стремски полк и е част от 2-ра пехотна тракийска дивизия.

## Балкански войни (1912 – 1913)
Полкът взема участие в Балканската война (1912 – 1913) в състава на Хасковския отряд, като част от 2-ра бригада от 2-ра пехотна тракийска дивизия, в Междусъюзническата война (1913). През август 1913 г. полкът се завръща в България и се установява в Пловдив, където от 9 до 14 август демобилизира, като действащите войници изпраща към 27-и и 28-и пехотни полкове. На 20 август съгласно заповед №2 по 10-а пехотна беломорска дивизия в с. Мели и Кадъново формиран в двудружинен състав, този път от чинове на 58-и и 64-ти пехотен полк.

## Първа световна война (1915 – 1918)
През септември 1915 година е мобилизиран, част е от Дедеагачкия укрепен пункт, като влиза в състава на 2-ра бригада от 10-а пехотна беломорска дивизия. На 11 септември 1915 г. към полка се формира 4-та допълваща маршева дружина, която от 20 октомври 1915 г. се преименува на 40-а допълваща дружина.
При намесата на България във войната полкът разполага със следния числен състав, добитък, обоз и въоръжение:
| Числен състав                                       | Добитък   | Обоз     | Въоръжение                           |
| --------------------------------------------------- | --------- | -------- | ------------------------------------ |
| Офицери: 52 Чиновници: 4 Подофицери и войници: 5061 | Коне: 535 | Коли: 52 | Пушки и карабини: 3519 Картечници: 4 |

На 23 ноември 1918 г. дружината се разформира, като личния състав и имуществото отиват в състава на 40-и пехотен беломорски полк.
На 2 септември 1919 година съгласно предписание №1710 на 2-ра бригада от 10-а пехотна беломорска дивизия и в изпълнение на клаузите на Ньойския мирен договор полкът е разформиран, като до 1920 година действа Ликвидационно бюро. Личният състав на полка преминава в 39-и пехотен полк и образува 3-та дружина от полка.

## Командири
Званията са към датата на заемане на длъжността.
| №  | звание       | име             | дати                 |
| -- | ------------ | --------------- | -------------------- |
| 1. | Подполковник | Христо Събов    | Балканска война      |
| 2. | Подполковник | Христо Рачев    | Първа световна война |
| 3. | Полковник    | Христо Нерезов  | Първа световна война |
| 4. | Полковник    | Петър Дървингов | 1918 – 1919          |